# Karaczan madagaskarski

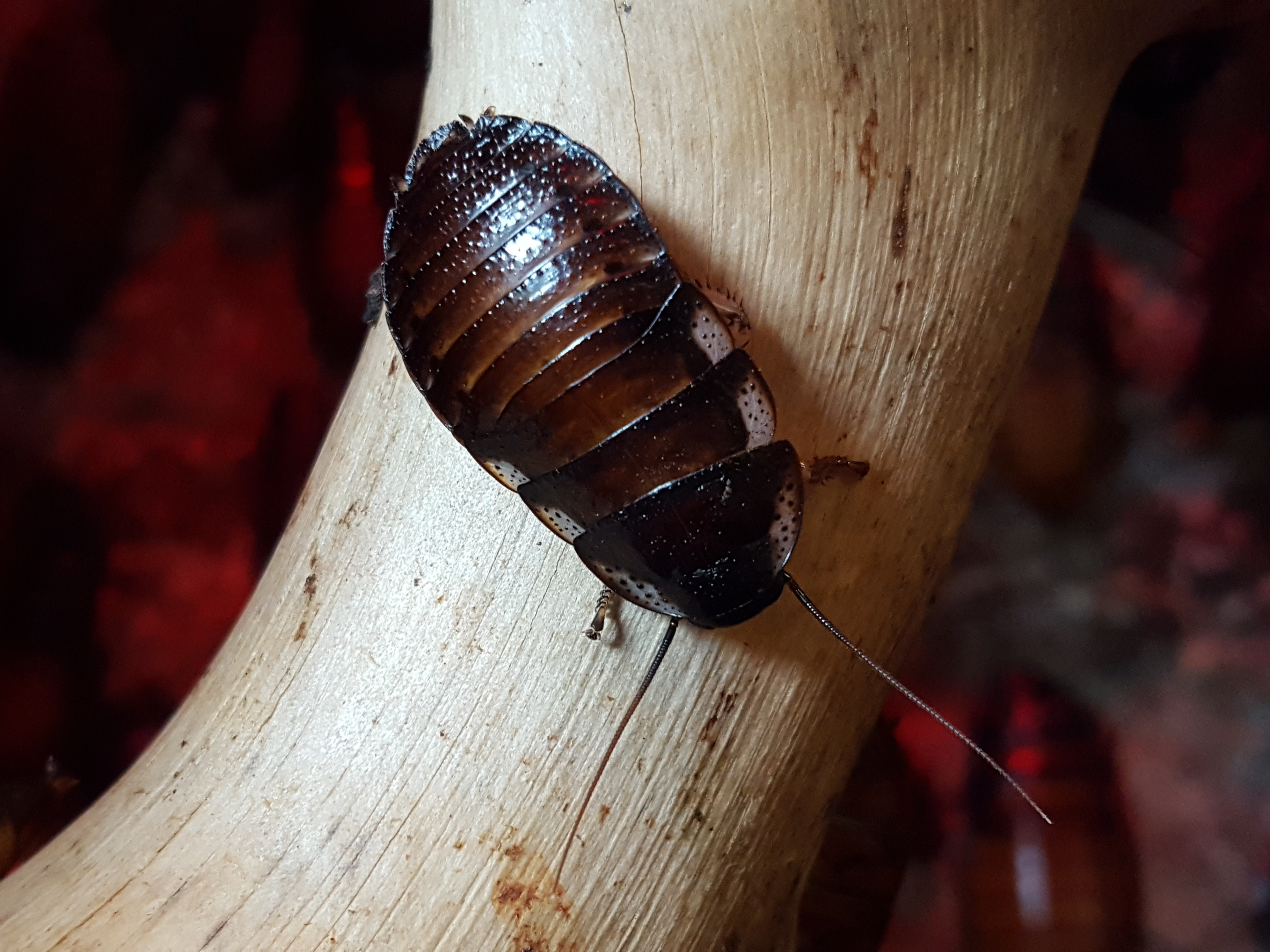
Widok z góry

Karaczan madagaskarski (Gromphadorhina portentosa) – owad z rodziny Blaberidae.
Karaczan dość często występujący w hodowlach domowych ze względu na ubarwienie i jako owad karmowy.

## Wygląd
Długość 6–8 cm (samice większe). Czarnobrązowe ciało, brązowy odwłok, brak skrzydeł. Wyraźny dymorfizm płciowy, samiec ma na przedpleczu wyrostki w formie tępo zakończonych rogów, służących jako narzędzie do walk między osobnikami płci męskiej.

## Występowanie
Lasy deszczowe Madagaskaru.

## Tryb życia
Prowadzi nocny tryb życia, w dzień przebywa w ukryciu. Gatunek wszystkożerny.